# Chironomus balticus
Chironomus balticus är en tvåvingeart som först beskrevs av Jean-Jacques Kieffer 1925.  Chironomus balticus ingår i släktet Chironomus och familjen fjädermyggor.
Artens utbredningsområde är Tyskland. Inga underarter finns listade i Catalogue of Life.